# 安芸汽船
安芸汽船株式会社（あききせん）は、広島県呉市に本社のあった海運会社である。呉市の仁方桟橋と下蒲刈島（下蒲刈町）及び上蒲刈島（蒲刈町）を連絡する定期航路を運航していた。

## 概要
下蒲刈島・上蒲刈島と仁方を結ぶ航路は、1950年代に個人事業主らによって芸南汽船協同組合が結成され、1962年（昭和37年）に安芸汽船株式会社として改組、株式会社化された。芸南汽船時代には仁方 - 大長 - 竹原の航路も存在したが、同時期には山陽商船も発足しており、呉から今治・竹原といった広域輸送を担う山陽商船に対し、安芸汽船としては仁方 - 蒲刈の短距離ピストン輸送に集中する形として航路の整理が行われた。
当初は個人事業時代から継承された木造旅客船による運航であったが、1963年（昭和38年）に自社新造の鋼船「うずしお」、1965年（昭和40年）9月にはカーフェリー「せしお」が就航し、以後はフェリー主体の運営となり、1969年（昭和44年）には下蒲刈島南部の大地蔵発着便を廃止し完全な最短航路特化として、1984年（昭和59年）には高速船も投入された。
2000年（平成12年）1月18日に安芸灘大橋が開通し、下蒲刈島及び上蒲刈島と本州が陸路で連絡されたのに伴い、航路は廃止された。その後も上蒲刈島（田戸・宮盛・大浦）には山陽商船・広今あきなだ高速による高速船航路が存続したほか、豊島大橋開通までは山陽商船による豊島・大崎下島へのフェリー航路もあったが、いずれも2000年代に廃止され、2024年現在は代替の公共交通機関として、広（中国労災病院） - 大崎下島間で瀬戸内産交・さんようバスによる路線バスが運行されている。

## 航路
定期航路としては仁方と三之瀬瀬戸周辺の4港を結ぶ航路で、田戸以東に発着する他社とは完全に住み分けが行われていた。
- 仁方 - 見戸代（下蒲刈島） - 丸谷（下蒲刈島） - 三之瀬（下蒲刈島） - 向浦（上蒲刈島） - 大地蔵（下蒲刈島）

距離12.4km
1969年8月31日、向浦 - 大地蔵を廃止、下記の航路となった。
- 仁方 - 見戸代 - 丸谷 - 三之瀬 - 向浦

距離6.8km
1970年代からフェリー便がおおむね一日20往復（休日は朝夕減便）・日中1時間に1往復程度の運航となっており、高速船の導入以後はこれに一日5往復が加わる形となった。また、高速船は三之瀬に寄港しない一方、1990年代にはフェリー便は丸谷抜港となった。
- 仁方 - 見戸代 - 三之瀬 - 向浦 - 恋ヶ浜（上蒲刈島）[5][6]

距離13.9km、7 - 8月の季節運航。2 - 3往復。
1980年頃に廃止となるが、1989年に下記航路となって復活した。
- 仁方 - 県民の浜（上蒲刈島）[4]

距離11.4km、所要時間40分。
1989年（平成元年）7月8日運航開始。7 - 8月の季節運航。
航送は二輪車以下に限定。
- 呉ポートピアランド - 呉港遊覧 - 呉ポートピアランド[4]

距離20km、所要時間50分。
多客期に運航された遊覧航路。

## 船舶

### フェリー

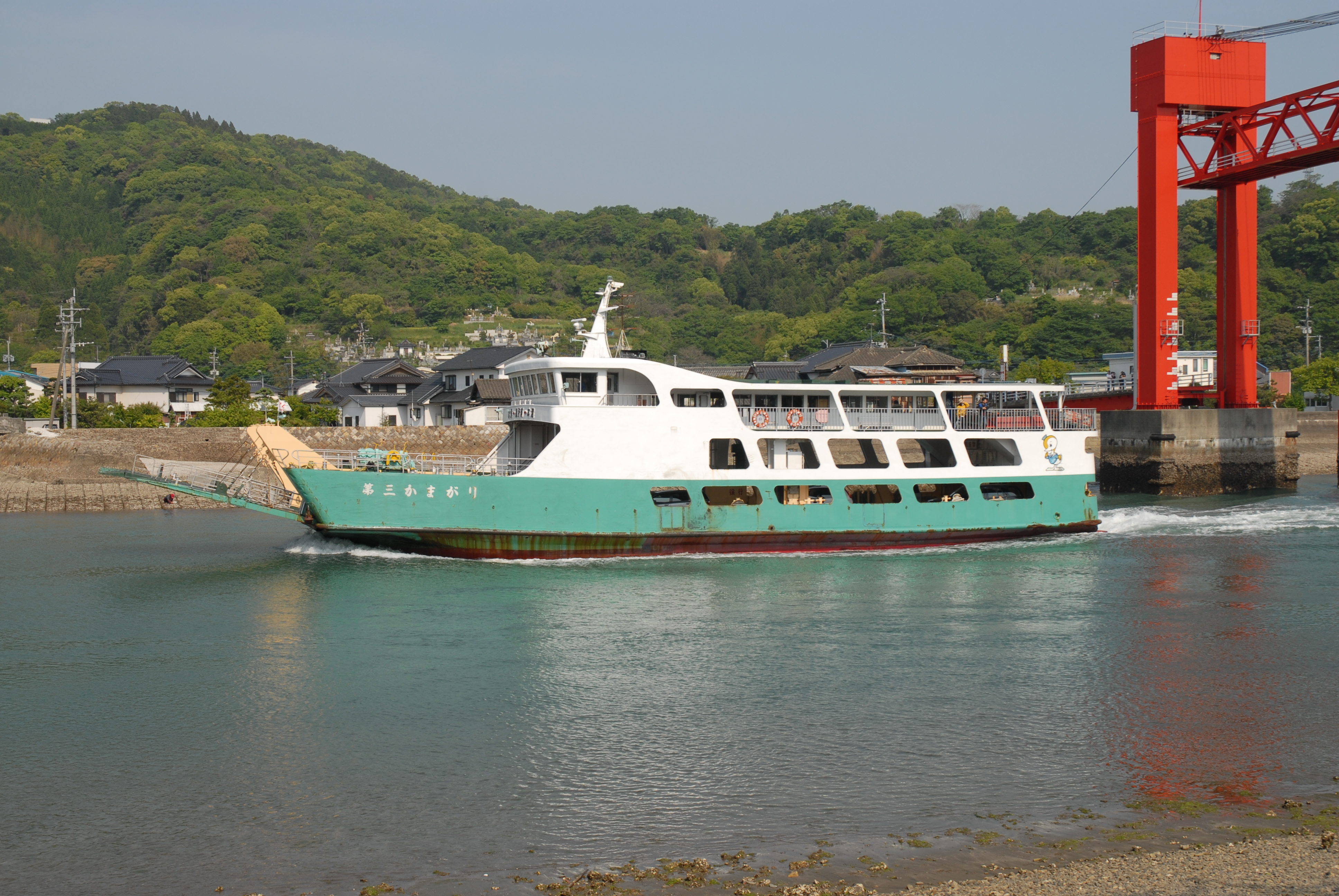
第三かまがり（南国海運売船後・2007年）

- せしお[7]

1966年9月竣工・就航。今村造船所建造。
137.05総トン、全長28.78m、型幅7.00m、型深さ2.50m、ディーゼル1基、機関出力290ps、航海速力9ノット、旅客定員308名、乗用車4台。
初のカーフェリー。
- せと[8]

1967年6月竣工、今村造船所建造。
129.84総トン、登録長24.86m、型幅7.00m、型深さ2.50m、ディーゼル1基、機関出力290ps、航海速力9.5ノット、旅客定員233名、大型トラック2台、小型トラック2台、乗用車2台。
引退後、坊勢汽船に売船、「第十五ぼうぜ丸」に改名。
- かまがり[10]

1971年3月竣工、今村造船所建造。
199.04総トン、全長39.27m、型幅8.20m、型深さ2.90m、ディーゼル1基、機関出力600ps、航海速力10.000ノット、旅客定員325名、8tトラック6台、乗用車20台。
- 第二かまがり[11]

1975年7月竣工、今村造船所建造。
197.14総トン、登録長38.70m、型幅8.20m、型深さ2.90m、ディーゼル1基、機関出力600ps、航海速力10.500ノット、旅客定員364名、大型トラック4台、4tトラック2台、2tトラック1台、軽自動車1台。
引退後、日豊汽船に売船、「にっぽう2」に改名。
- 第三かまがり[13]

1979年3月竣工、今村造船所建造。
199.78総トン、登録長38.25m、型幅8.7m、型深さ2.95m、ディーゼル1基、機関出力600ps、航海速力10.349ノット、旅客定員496名、大型バス4台、5tトラック10台、乗用車20台。
1993年5月、南国海運に売船。
- 第七かまがり[15]

1982年11月竣工、今村造船所建造。
198.97総トン、登録長34.26m、型幅8.70m、型深さ2.94m、ディーゼル1基、機関出力750ps、航海速力10.41ノット、旅客定員496名、大型バス4台、5tトラック10台、乗用車20台。
航路廃止後、中国化薬に売船、「第五マイト丸」に改名。
- あきなだ[16]

1987年12月竣工、今村造船所建造。両頭船。
297総トン、全長42.30m、型幅10.00m、型深さ3.80m、ディーゼル1基、機関出力1,300ps、航海速力10.5ノット、旅客定員387名。
2001年シンガポールに売船。
- あきなだ2[17]

1993年5月15日竣工、神原造船建造。両頭船。
299.00総トン、登録長35.46m、型幅10.00m、型深さ3.50m、ディーゼル1基、機関出力1,300ps、航海速力11.00ノット、旅客定員339名（車両非搭載時500名）、トラック6台または乗用車30台。

### 旅客船
- 勇光丸[5]

1955年4月進水、個人船主所有（用船）、芸南汽船から継承、木造。
16.76総トン、ディーゼル1基、機関出力230ps、航海速力12ノット、、旅客定員45名。
- 第七だるま[18]

1959年3月進水、村上造船所建造、個人船主所有（用船）、芸南汽船から継承、木造。
49.37総トン、登録長18.50m、型幅4.70m、型深さ1.60m、ディーゼル1基、機関出力90ps、最大速力10.5ノット、旅客定員150名。
- 安芸号[19]

1960年3月進水、小林造船所建造、個人船主所有（用船）、芸南汽船から継承、木鋼混合。
57.20総トン、登録長21.33m、型幅5.00m、型深さ1.37m、ディーゼル1基、機関出力120ps、航海速力10.2ノット、旅客定員185名。
- うずしお[20]

1963年1月23日竣工、今村造船所建造、鋼製。
59.27総トン、全長26.47m、型幅5.00m、型深さ2.00m、ディーゼル1基、機関出力180ps、航海速力12ノット、旅客定員256名。
安芸汽船初の自社新造船であるが、フェリー化後は早々に予備船となり、1972年10月23日、愛媛県中島町に売船された。
- 第一島栄丸[22]

1951年7月進水、個人船主所有（用船）、木造。
4.96総トン、ディーゼル1基、機関出力20ps、航海速力5.5ノット、旅客定員20名。
- 第二共栄丸[22]

1962年1月進水、個人船主所有（用船）、木造。
4.00総トン、ディーゼル1基、機関出力10ps、航海速力5ノット、旅客定員22名。
- はやしお[23]

1984年3月進水、木曽造船建造。高速船。
18総トン、ディーゼル2基、機関出力560ps、航海速力22.0ノット、旅客定員61名。
安芸汽船初の高速旅客船。短距離航路ながら急行料金が必要であった。
- 飛翔3[4]

1991年6月1日就航。
88.00総トン、ディーゼル2基、機関出力1,200ps、航海速力18.0ノット、旅客定員220名。
仁方 - 県民の浜航路、呉ポートピア発着の呉港遊覧航路に就航。
- ゼファー[24]

1992年3月進水、木曽造船建造。高速船。
19.00総トン、ディーゼル2基、機関出力644ps、航海速力22.0ノット、旅客定員46名。
観光船として瀬戸内海一円で就航可能とされていた。